# Nova Scotia New Democratic Party
Die Nova Scotia New Democratic Party (NDP) ist eine sozialdemokratische politische Partei in der kanadischen Provinz Nova Scotia. Im Gegensatz zu den meisten anderen kanadischen Parteien ist sie ein integraler Bestandteil der Mutterpartei auf Bundesebene, der Neuen Demokratischen Partei. Dies bedeutet, dass Mitglieder der Provinzpartei automatisch auch der Bundespartei angehören, was im politischen System Kanadas üblicherweise nicht der Fall ist. Seit der Wahl am 26. November 2024 stellt die NDP 9 von 55 Abgeordneten in der Abgeordnetenhaus von Nova Scotia. Bisher bildeten sie einmal die Regierung, von 2009 bis 2013.

## Geschichte
Gegründet wurde die Partei 1932 als Sektion der Co-operative Commonwealth Federation (CCF). 1961 wurde die Partei aufgrund einer Vereinbarung zwischen der CCF und dem Canadian Labour Congress in die Neue Demokratische Partei umgewandelt. Universitätsprofessor James H. Aitchison war der erste Parteivorsitzende der Nova Scotia New Democratic Party. Aitchison führte die Partei bei den Provinzwahlen 1963 und 1968 an. Bei beiden Wahlen konnte die Partei keine Sitze im Abgeordnetenhaus von Nova Scotia gewinnen. Beim Parteitag 1968 besiegte Jeremy Akerman knapp den Juraprofessor Keith Jobson, der die Unterstützung von Aitchison hatte. Akerman wurde im Alter von 26 Jahren einer der jüngsten Parteivorsitzenden Kanadas.
Akerman führte die Partei 1970 in die Provinzwahl. Bei dieser Wahl erhielt die Partei verbesserte 25.259 Stimmen (6,6 %). Die Partei gewann zwei Wahlkreise; Akerman wurde im Wahlkreis Kap-Breton Ost gewählt; und Paul MacEwan wurde im Wahlkreis Kap-Breton Nova gewählt. Unter Akermans Führung konnte die Partei eine starke Unterstützungsbasis auf der Kap-Breton-Insel aufbauen. Die Partei konnte die Unterstützung der vielen Bergleute und Fischer gewinnen, die damals die Wirtschaft der Insel dominierten. Bei der Provinzwahl 1974 wurden sowohl Akerman als auch MacEwan wiedergewählt. Darüber hinaus wurde James MacEachern im Wahlkreis Kape-Breton Mitte gewählt, was der Partei drei Abgeordnete bescherte. Bei den Provinzwahlen 1978 war es ähnlich. Alle drei Abgeordneten der Partei wurden wiedergewählt; und sie gewannen einen weiteren Wahlkreis, Kap-Breton Nord.
In den späten 1970er Jahren kam es innerhalb der Nova Scotia New Democratic Party zu regionalen Machtkämpfen. Die Partei hatte nur Wahlkreise auf der Kap-Breton-Insel gewinnen können, was Parteimitglieder in anderen Regionen Nova Scotias verärgert hatte. Insbesondere Parteimitglieder im Halifax-Gebiet begannen, Akermans Führung herauszufordern. 1980 trat Akerman als Parteivorsitzender zurück.
Nach Akermans Rücktritt wurde Alexa McDonough Parteivorsitzende. Sie war die erste Frau, die eine politische Partei in Nova Scotia leitete. Unter McDonoughs Führung gingen die internen Machtkämpfe in der Partei weiter. Der Abgeordnete MacEwan wurde aus der Nova Scotia New Democratic Party ausgeschlossen, nachdem er verschiedenen Parteimitgliedern trotzkistische Sympathien vorgeworfen hatte.
Bei der Provinzwahl 1981 erzielte die Partei mit 76.289 Stimmen (18,1 %) ihr bisher bestes Ergebnis. Allerdings gewannen sie nur einen Sitz. Die Partei verlor alle Wahlkreise auf der Kap-Breton-Insel, wobei das ehemalige Parteimitglied MacEwan als Unabhängiger wiedergewählt wurde. Die Partei gewann auch ihren ersten Sitz außerhalb der Insel, wobei Parteivorsitzender McDonough den Wahlkreis Halifax Chebucto gewann. Sie führte die Partei bei den nächsten drei Provinzwahlen 1984, 1988 und 1993 an. Obwohl sie persönlich recht beliebt war, konnte die Partei in dieser Zeit nicht mehr als drei Sitze gewinnen. 1994 trat sie als Parteivorsitzende zurück und wurde 1995 Vorsitzende der föderal Neue Demokratische Partei.
Nachfolger von McDonough als Parteivorsitzender wurde Robert Chisholm. Unter Chisholms Führung gewann die Partei bei der Provinzwahl 1998 155.361 (34,4 %) Stimmen und 16 Sitze. Zu dieser Zeit war dies die stärkste Leistung der Partei in der Geschichte. Bei der Provinzwahl 1999 erreichte die Partei mit 129.474 Stimmen (29,76 %) und 11 Sitzen den zweiten Platz. Chisholm trat nach der Wahl als Parteivorsitzende zurück und wurde von Helen MacDonald abgelöst.
MacDonald war weniger als ein Jahr lang Parteivorsitzende, vom 17. Juli 2000 bis zum 24. April 2001. Sie trat zurück, weil die Partei bei Nachwahlen schlecht abschnitt und interne Machtkämpfe aufkamen.

### Darrell Dexter Jahre
Im Jahr 2002 wurde MacDonald vom Anwalt und Stadtrat von Dartmouth, Darrell Dexter, als Parteivorsitzender abgelöst. Dexter führte die Partei zu besseren Ergebnissen bei den Provinzwahlen 2003 und 2006. Bei der Provinzwahl 2009 erhielt die Partei 186.556 Stimmen (45,2 %) und 31 Sitze. Dies ermöglichte es der NDP, eine Mehrheitsregierung zu bilden, wobei der Parteivorsitzende Dexter Premierminister von Nova Scotia wurde.
Während ihrer vierjährigen Regierungszeit setzte die Partei mehrere politische Maßnahmen um. Im Jahr 2009 verbot die NDP-Regierung den Uranbergbau, erhöhte die Mittel für Frauenhäuser, und verschärfte die Beschränkungen für den Einsatz von Pestiziden. Zu ihren Maßnahmen im Jahr 2010 gehörten ein Verbot der Öl- und Gasförderung auf der Georges Bank und Kanadas erstes „Lemon Law“. In den letzten beiden Jahren der Regierung (2012–2013) wurden strengere Gesetze gegen Tierquälerei und Cyber-Mobbing erlassen. Am Ende ihrer Amtszeit erwirtschaftete die Regierung einen Haushaltsüberschuss. Zudem hatte sie die Steuern für Kleinunternehmen vier Jahre in Folge gesenkt. Bei der Provinzwahl 2013 unterlag die Partei. Sie erhielt 111.622 Stimmen (26,84 %) und 7 Sitze und belegte damit den dritten Platz.
Am 16. November 2013 gab Dexter bekannt, dass er am 23. November als Parteivorsitzender zurücktreten werde. Maureen MacDonald fungierte seit Dexters Rücktritt bis 2016 als Interimsvorsitzende der Partei.

### Seit 2016
Beim Parteitag 2016 wurde Gary Burill zum Parteivorsitzenden gewählt. Er besiegte den ehemaligen Gesundheitsminister von Nova Scotia, Dave Wilson, und die Schauspielerin und Abgeordnete Lenore Zann.
Bei der Provinzwahl 2017 gewann die Partei 85.389 Stimmen (21,4 %) und sieben Sitze im Abgeordnetenhaus. Bei der Wahl 2021 erzielte die Partei ein ähnliches Ergebnis wie 2017 und erhielt 88.477 Stimmen (20,93 %) und sechs Sitze. Im November 2021 kündigte Burrill an, dass er nach der Wahl eines neuen Vorsitzenden als Parteivorsitzender zurücktreten werde.
Beim Parteitag am 14. Februar 2022 wurde Claudia Chender zur Parteivorsitzenden gewählt. Sie führte die Partei bei den Provinzwahlen 2024 an. Bei dieser Wahl erhielt die Partei 79.008 Stimmen (22,17 %) und 9 Sitze. Dies war das beste Ergebnis der Partei seit 2003.

## Parteivorsitzende
- Claudia Chender (seit 2022)
- Gary Burrill (2016–2022)
- Maureen MacDonald (interimistisch) (2013–2016)
- Darrell Dexter (2001–2013)
- Robert Chisholm (1996–2000)
- John Holm (interimistisch) (1994–1996)
- Alexa McDonough (1980–1994)
- Jeremy Akerman (1968–1980)
- James H. Aitchison (1963–1968)

## Wahlergebnisse
| Wahl | Sitze total | Gew. Sitze | Stimmen | Anteil  |
| ---- | ----------- | ---------- | ------- | ------- |
| 1933 | 30          | 0          | 2.336   | 0,7 %   |
| 1937 | 30          | 0          | 0       | 0 %     |
| 1941 | 30          | 3          | 18.583  | 7,13 %  |
| 1945 | 30          | 2          | 39.637  | 13,70 % |
| 1949 | 37          | 2          | 34.036  | 9,60 %  |
| 1953 | 37          | 2          | 23.700  | 6,82 %  |
| 1956 | 43          | 1          | 9.932   | 2,95 %  |
| 1960 | 43          | 1          | 31.036  | 8,89 %  |

| Wahl | Sitze total | Gew. Sitze | Stimmen | Anteil  |
| ---- | ----------- | ---------- | ------- | ------- |
| 1963 | 43          | 0          | 14.076  | 4,11 %  |
| 1967 | 46          | 0          | 17.873  | 5,19 %  |
| 1970 | 46          | 2          | 25.259  | 6,59 %  |
| 1974 | 46          | 3          | 55.902  | 12,87 % |
| 1978 | 52          | 4          | 63.979  | 14,30 % |
| 1981 | 52          | 1          | 76.289  | 18,01 % |
| 1984 | 52          | 3          | 65.876  | 15,87 % |
| 1988 | 52          | 2          | 74.038  | 15,67 % |
| 1993 | 52          | 3          | 85.946  | 17,72 % |
| 1998 | 52          | 19         | 155.361 | 34,43 % |
| 1999 | 52          | 11         | 129.474 | 29,76 % |
| 2003 | 52          | 15         | 126,479 | 31,00 % |
| 2006 | 52          | 20         | 140.128 | 34,63 % |
| 2009 | 52          | 31         | 186.556 | 45,24 % |
| 2013 | 51          | 7          | 111.622 | 26,84 % |
| 2017 | 51          | 7          | 86.299  | 21,51 % |
| 2021 | 55          | 6          | 88.477  | 20,93 % |
| 2024 | 55          | 9          | 79.008  | 22,17 % |